# Echium handiense
Espèce
Classification phylogénétique
Statut de conservation UICN

 CR  : 
En danger critique
Echium handiense est une espèce de plantes à fleurs de la famille des Boraginaceae. Il s'agit d'une vipérine endémique des Canaries. En danger critique d'extinction, elle est sauvegardée au Conservatoire botanique national de Brest.

## Description

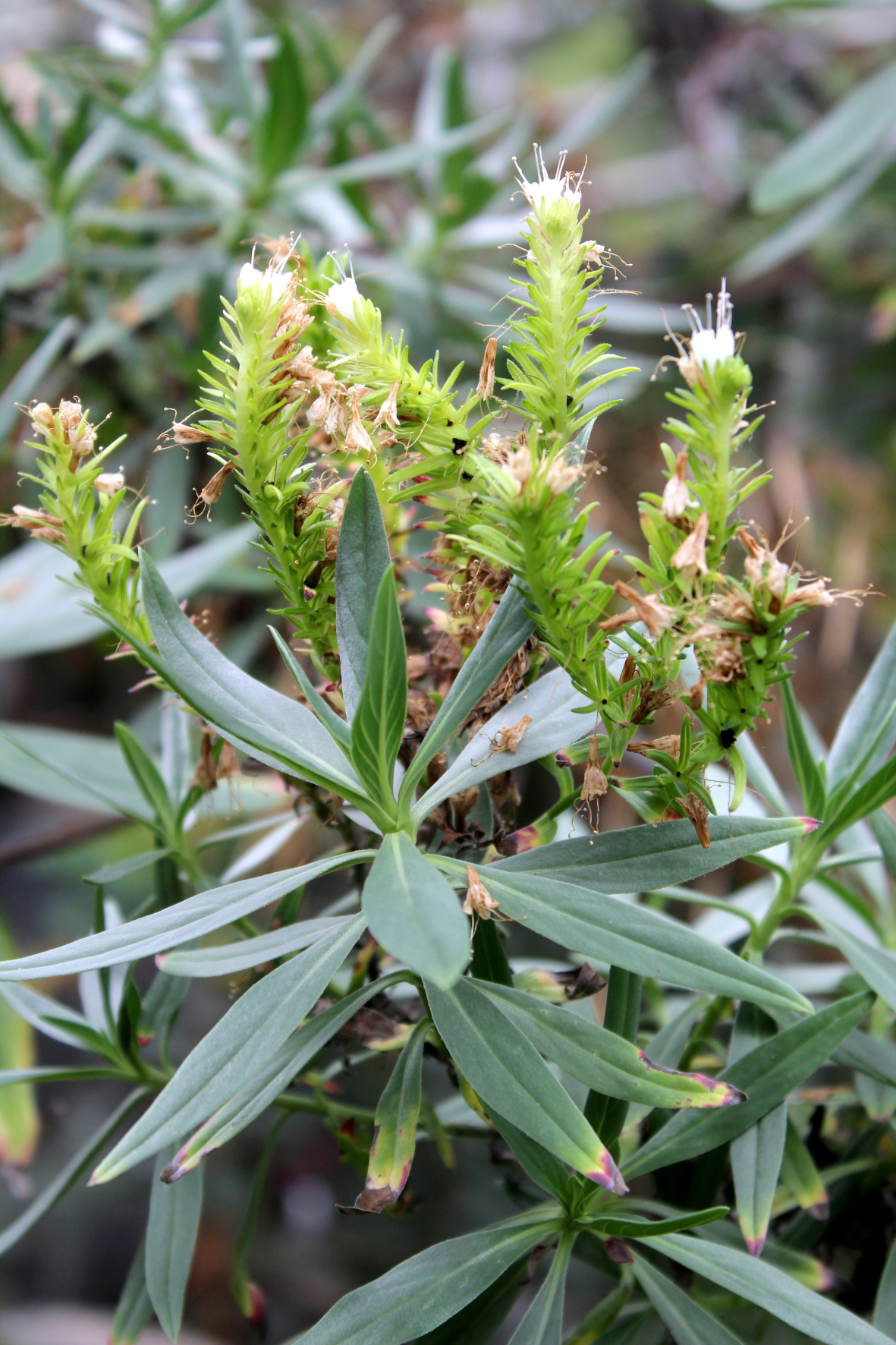
Rameau d'un Echium handiense

## Galerie photos

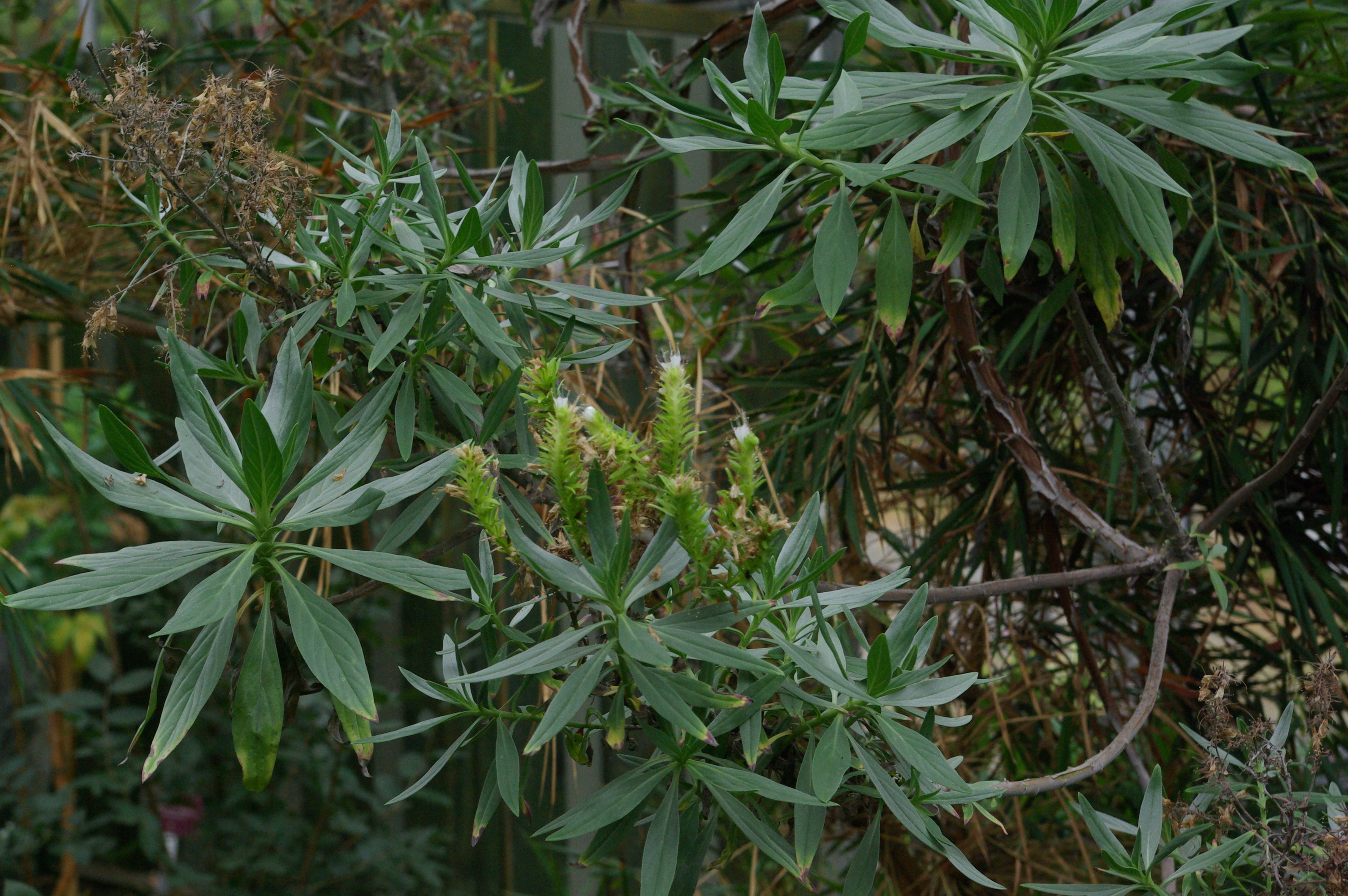
Plant d'Echium au CBNB
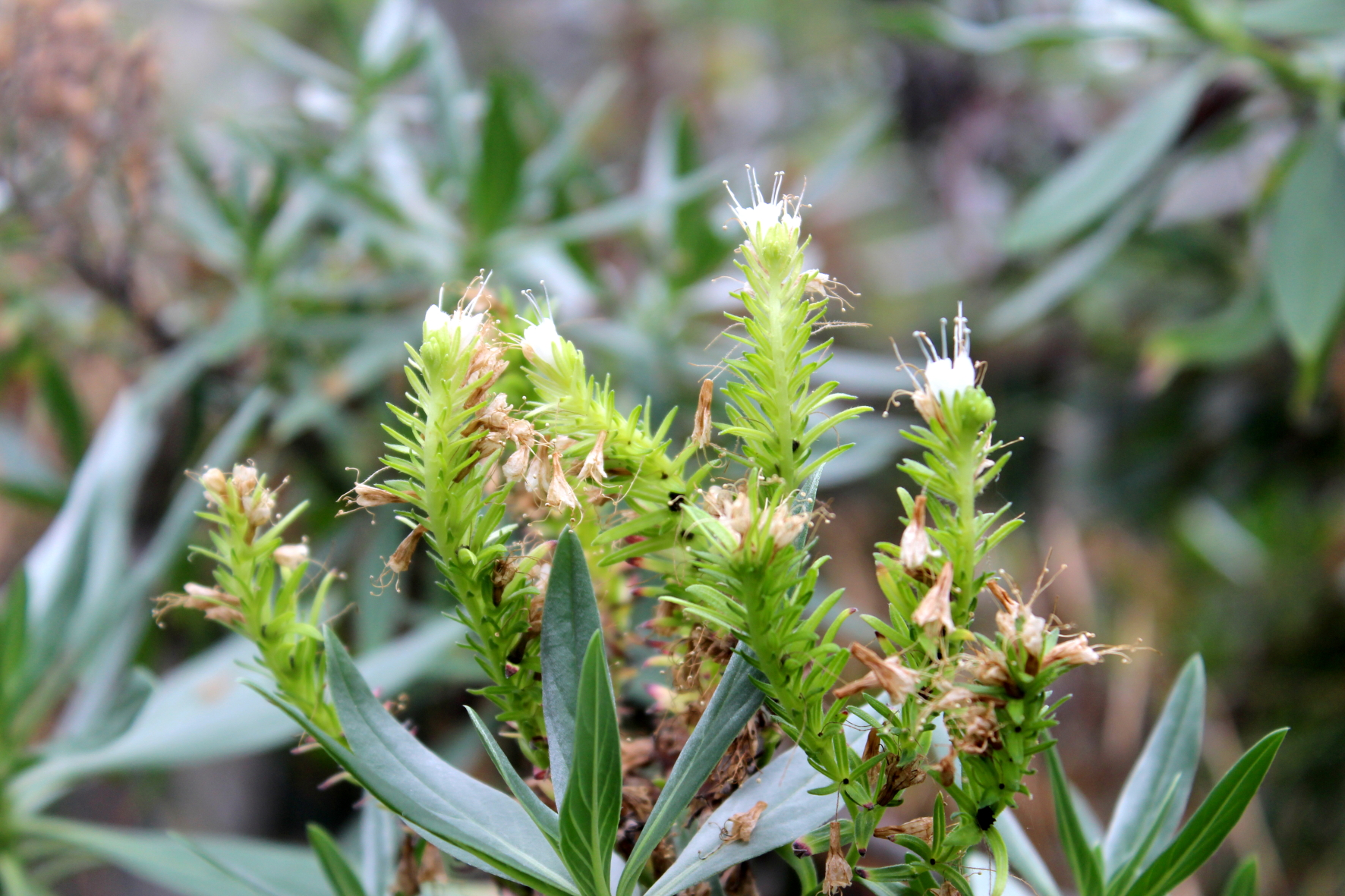
Têtes de rameaux
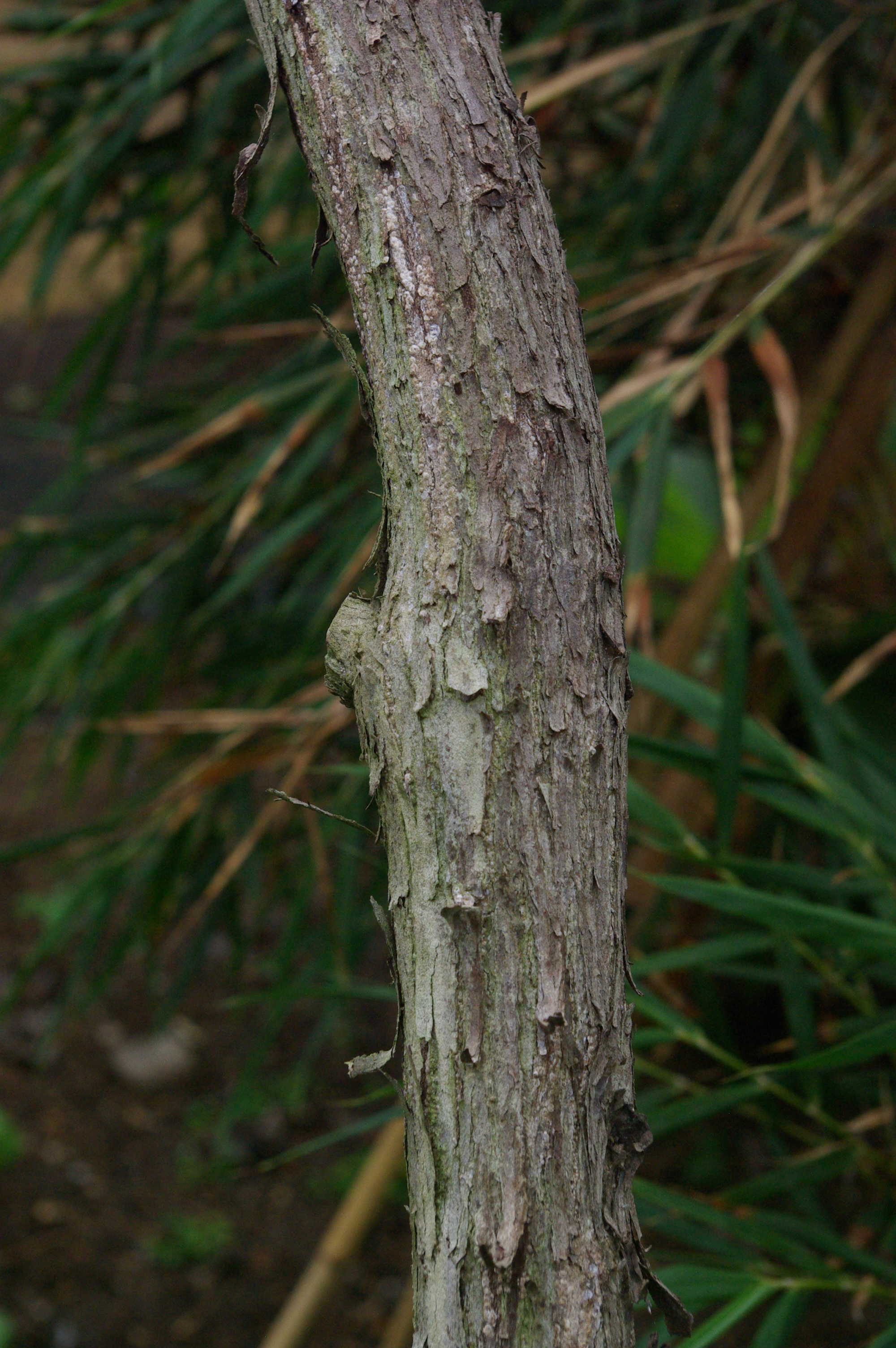
Détail du tronc